# ناوتو وتاک
ناوتو وتاک (به انگلیسی: Naoto Otake) بازیکن فوتبال اهل ژاپن و عضو تیم ملی فوتبال ژاپن است که در تاریخ ۲۷ سپتامبر ۱۹۹۴ میلادی اولین بازی ملی‌اش را انجام داد. او در ۱ بازی ملی حضور داشت و آخرین بازی ملی خود را در تاریخ ۲۷ سپتامبر ۱۹۹۴ میلادی انجام داد. ناوتو وتاک در بازی‌های ملی‌اش
گلی به ثمر نرساند.